# UU-Korihait
Uudenkaupungin Urheilijat Korihait (kurz: UU-Korihait oder einfach nur Korihait) ist ein finnischer Basketballverein aus Uusikaupunki.

## Geschichte
Im bereits 1898 gegründeten Verein wurde 1974 eine Basketballabteilung eingerichtet, nachdem durch die Ansiedlung der Valmet-Automotive-Werke die Stadt einen erheblichen Zuwachs erlebt hatte. Bereits 1981 gelang der Aufstieg in die höchste nationale Spielklasse Korisliiga, in der man sich bald etablierte. 1986 und 1988 gelangen mit den Pokalsiegen die ersten beiden nationalen Titelgewinne und am Ende des Jahrzehnts gewann man 1990 erstmals die finnische Meisterschaft. Nach der Vizemeisterschaft 1995 und existenzgefährdenden finanziellen Problemen verließen neben dem gebürtigen kanadischen Trainer Gordon Herbert, der zuvor bereits als Spieler seit 1991 im Verein aktiv gewesen war, die besten Spieler den Verein. Dadurch verabschiedete man sich von der nationalen Spitze und blieb in der Folgezeit bis auf die Saison 2000/01, in der man einen fünften Platz erreichte, auf die unteren Tabellenränge der Korisliiga abonniert. In der Saison 2002/03 spielte man gar zweitklassig, schaffte aber den sofortigen Wiederaufstieg. Beste Platzierung nach dem Wiederaufstieg 2003 war der vierte Platz in der Saison 2010/11, in der man in den Meisterschafts-Play-offs in der Halbfinalserie gegen den späteren Titelträger Tampereen Pyrintö ausschied.

## Bekannte ehemalige Spieler
- / Gerald Lee sr. 1984–97 Trainer 2004–06
- / Gordon Herbert 1991–94, Trainer 1994–96
- Sylvester Kincheon 1992/93
- Patrick Flomo 2003/04
- Robin Grey 2003–2005
- / Gerald Lee jr. 2004–2006
- Ognjen Kuzmić 2008–10
- Arizona Reid 2009/10
- Chris Taft seit 2012